# Немецкий национальный теннисный чемпионат на крытых кортах
Nationale Deutsche Tennismeisterschaften — зальный показательный турнир, проводящийся Немецкой теннисной федерацией в конце календарного года для сильнейших теннисистов ФРГ. Разыгрываются титулы в мужском и женском одиночных разрядах.

## Общая информация
В первые годы своего существования закрытый чемпионат Западной Германии проходил весьма нерегулярно: организовав первый турнир в 1961 году федерация в дальнейшем несколько раз брала паузы в его проведении и лишь с 1996 года сделала его ежегодным. С 2010 года соревнование регулярно проводится в Биберахе, земля Баден-Вюртемберг.
В чемпионате в разное время принимали участие многие ведущие теннисисты страны того времени: чемпионами приза в разное время были Штеффи Граф, Клаудиа Коде-Кильш, Ева Пфафф, Михаэль Штих, Райнер Шуттлер, Николас Кифер и ряд других.

## Чемпионы прошлых лет[1]
| Год  | Мужчины              | Женщины            |
| ---- | -------------------- | ------------------ |
| 2014 | Андреас Бек          | Антония Лоттнер    |
| 2013 | Даниэль Брандс       | Анна-Лена Фридзам  |
| 2012 | Ян-Леннард Штруфф    | Анника Бек         |
| 2011 | Ян-Леннард Штруфф    | Дина Пфиценмайер   |
| 2010 | Петер Гоёвчик        | Зина Хаас          |
| 2009 | Седрик-Марсель Штебе | Андреа Петкович    |
| 2008 | Флориан Майер        | Кристина Барруа    |
| 2007 | Андреас Бек          | Андреа Петкович    |
| 2006 | Тобиас Заммерер      | Кристина Барруа    |
| 2005 | Торстен Попп         | Мартина Мюллер     |
| 2004 | Филипп Пецшнер       | Ангелика Бахманн   |
| 2003 | Максимилиан Абель    | Штеффи Герляйн     |
| 2002 | Маркус Ханчк         | Анка Барна         |
| 2001 | Кристиан Финк        | Анка Барна         |
| 2000 | Александр Преч       | Мириам Шнитцер     |
| 1999 | Михаэль Кольманн     | Мартина Мюллер     |
| 1998 | Маркус Ханчк         | Юлия Абе           |
| 1997 | Райнер Шуттлер       | Андреа Гласс       |
| 1996 | Николас Кифер        | Кристина Зингер    |
| 1992 | Александр Мронц      | Клаудиа Порвик     |
| 1990 | Михаэль Штих         | Клаудиа Порвик     |
| 1988 | Маркус Цёке          | Штефф Менинг       |
| 1987 | Эрик Елень           | Кристина Зингер    |
| 1986 | Патрик Кюнен         | Штеффи Граф        |
| 1985 | Эрик Елень           | Штеффи Граф        |
| 1984 | Петер Пфаннкох       | Штеффи Граф        |
| 1983 | Вольфганг Попп       | Ева Пфафф          |
| 1982 | Ханс-Дитер Бойтель   | Ева Пфафф          |
| 1981 | Карл Майлер          | Клаудиа Коде-Кильш |
| 1980 | Клаус Эберхард       | Хайди Айстерлехнер |
| 1980 | Ули Мартен           | Ева Пфафф          |
| 1979 | Ули Мартен           | Катя Эббингхауз    |
| 1978 | Ули Пиннер           | Сильвия Ханика     |
| 1977 | Ули Мартен           | Хайди Айстерлехнер |
| 1976 | Вернер Цингибль      | Хельга Мастхофф    |
| 1973 | Франк Геберт         | Хайди Орт          |
| 1972 | Юрген Фассбендер     | Хайди Орт          |
| 1971 | Карл Майлер          | Хайди Орт          |
| 1970 | Уве Готтшалк         | Эдит Винкенс       |
| 1969 | Ханс-Юрген Поманн    | Хайди Орт          |
| 1963 | Вольфганг Штук       | Алмут Штурн        |
| 1962 | Адольф Крайнберг     | Эдда Будинг        |
| 1961 | Петер Шолл           | Эдда Будинг        |